# مستأنس جيني
المستأنسات الجينية هي قطعة فنية من تركيبات مختلطة من إبداع الفنان آدم براندجيس. فهو يعتبر خدعة التخلي عن الطفل. 
عرض المشروع في العديد من المعارض في كندا وأوروبا وحصل علي بعض الاهتمام في وسائل الإعلام.
كانت الإبداعات منحوتة، روبوتات آلية مصنوعة من المطاط والبلاستيك، ويضم دوائر الروبوتية لمحاكاة التنفس البطيء. كانت في هيئةبشري صغير، وقبيح، وعديم شعر الجلد. وكان المقصود أن يتم عرضها على أنها مخلوقات محورة وراثيا حية، ولكن، نائمة تباع كحيوانات أليفة. أشار الغلاف المصنع أن للمشتري اختيار من ألوان، لشخصيات مختلفة ومستويات النشاط،  وأن للمخلوقات قدرة صوتية محدودة. والمنحوتات مع التعبئة والتغليف، جنبا إلى جنب مع المظهر المحترف الخادع للموقع، شديد الواقعية لدرجة تخدع المراقبين في كثير من الأحيان.
في عام 2006، عرضت المستأنسات الجينية على مدونات الويب لمتحف الخدع في سان دييغو، كاليفورنيا.، وكذلك إذاعة بي بي سي نيوز على مستوى العالم في برنامج بي بي سي وبرنامج يدعي كليك  وكذلك صحيفة نيويورك تايمز (المملكة المتحدة)، وصحيفة نيويورك تايمز وG4TechTV.
قام الفنان أدم براندجيس بكل العمل يدوياً، بمساعدة من فنان الماكياج كريستال باليستر لتلوين المخلوقات. وتظهر الصور الـ 19 وحدة من المستأنسات الجينية الحقيقية التي تم عرضها في المعارض الفنية. تم عرض المستأنسات الجينية في العديد من صالات الفنون الجميلة ويعرض المتحف في كل من أمريكا الشمالية وأوروبا.

## وصلات خارجية
- الموقع الرسمي للمستأنسات الجينية (خدعة)
- موقع الفنان لتفسير المستأنسات الجينية
- موقع مبتكر المستأنسات الجينية